# سیارک ۱۳۱۰

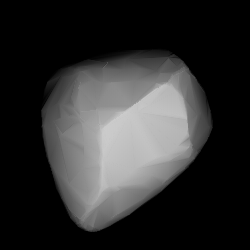
مدل سه‌بُعدی سیارک ۱۳۱۰ بر طبق منحنی نور آن

سیارک ۱۳۱۰ (به انگلیسی: 1310 Villigera، نامگذاری:1932DB) هزار و سیصد و دهمین سیارک کشف شده‌است که در ۲۸ فوریه ۱۹۳۲ کشف شد.
قدر مطلق سیارک برابر ۱۱٫۴۵ است.